# آنلی ساریستو
آنلی ساریستو (به انگلیسی: Anneli Saaristo) (زاده ۱۵ فوریه ۱۹۴۹) خواننده، بازیگر فنلاندی است.
او نماینده فنلاند در مسابقه آواز یوروویژن ۱۹۸۹ بود.